# Faith (The Cure)
Faith is het derde studioalbum van de Engelse new wave-groep The Cure. Het is in 1981 uitgebracht op het Fiction Records label.
Het album gaat verder in de stijl van zijn voorganger Seventeen Seconds, en werd in een deel van de pers daarvoor bekritiseerd. Toch bevat de plaat een aantal hoogtepunten van de meer donkere kant van het oeuvre van de groep. Eén nummer werd in Nederland uitgebracht als single, namelijk Primary.
In 2005 werd de plaat opnieuw uitgebracht als een cd Deluxe editie. Deze eerste cd bevatte dezelfde nummers als het originele album, maar met de originele cassette-bonustrack Carnage Visors, de instrumentale titelsong van de gelijknamige kortfilm gemaakt door Ric Gallup. De tweede cd bevatte onuitgegeven demo's en live-uitvoeringen.

## Nummers
Alle nummers zijn geschreven door Gallup, Smith en Tolhurst.
Kant A:
1. "The Holy Hour" – 4:25
2. "Primary" – 3:35
3. "Other Voices" – 4:28
4. "All Cats Are Grey" – 5:28

Kant B:
1. "The Funeral Party" – 4:14
2. "Doubt" – 3:11
3. "The Drowning Man" – 4:50
4. "Faith" – 6:43

## Samenstelling
- Robert Smith - gitaar, zang, producent
- Laurence Tolhurst - drums
- Simon Gallup - basgitaar

### Overig personeel
- Mike Hedges - producent, technicus
- David Kemp - technicus
- Graham Carmichael - technicus
- Porl Thompson - Hoesontwerp
- Andy Vella - Hoesontwerp

## Singles
- 1981 - "Primary" (B-kant: "Descent")
- 1981 - "Charlotte Sometimes" (B-kant: "Splintered in Her Head")